# Ратуша Аделаиды
Ратуша Аделаиды (англ. Adelaide Town Hall) — примечательное здание городского совета на Кинг-Уильям-стрит в Аделаиде (Южная Австралия). В комплекс ратуши также входит офисное здание на Пири-стрит, 25.

## История
Ратуша Аделаиды была спроектирована Эдмундом Райтом и Э. Дж. Вудсом, а строительство, осуществлённое Чарльзом Фарром, началось в 1863 году и завершилось в 1866 году. Башня, первый камень в фундамент которой был заложен 13 января 1864 года, названа в честь принца Альберта и немного ниже башни Виктории бывшего почтамта Аделаиды на другой стороне улицы. Знаменитая панорама Аделаиды Таунсенда Дурьи 1865 года была снята с башни Альберта. Часы производства Thomas Gaunt & Co из Мельбурна были подарены Лавингтоном Бонтоном и установлены в 1935 году.
Ратуша Аделаиды была местом для инаугурационного собрания Австралазийской федерации лиги Южной Австралии 1 августа 1895 года, эта организация была сформирована на собрании, созванном семью месяцами ранее Ассоциацией аборигенов Австралии в колонии. Эта лига была основной организацией, которая выступала за федеративное устройство Южной Австралии. Встреча в Ратуше была крупным публичным мероприятием, на котором присутствовали многие известные южно-австралийцы. Встреча также была отмечена большим количеством присутствовавших женщин.
Зал ратуши известен тем, что в 1964 году на балконе выступали The Beatles, собравшие около 300 тыс. поклонников, их самую большую аудиторию. В настоящее время ратуша служит резиденцией Городского совета Аделаиды и основным местом проведения концертов Симфонического оркестра Аделаиды. Кроме этого, она также предоставляет услуги функционального центра, которые можно арендовать.
Ратуша Аделаиды числилась в бывшем Реестре национального наследия.

## Орган
После официального открытия в 1866 году началась кампания по приобретению органа для аудитории ратуши. Городские музыканты-любители провели два концерта, на которых было собрано 120 фунтов стерлингов в Органный фонд, но деньги были использованы для погашения непогашенного счёта за колокола для башни Альберта. В 1869 году было сформировано Филармоническое общество Аделаиды и хор провёл 25 концертов в течение следующих шести лет, чтобы собрать более 500 фунтов стерлингов в Органный фонд. Ориентировочная стоимость органа составляла 1 200 фунтов стерлингов, и совет обещал внести 600 фунтов стерлингов. В 1875 году Совет заказал орган у лондонских производителей William Hill & Son. Первый концерт состоялся 2 октября 1877 года, но вскоре началась кампания по увеличению органа за счёт добавления одиночных труб и модернизация органа была завершена в 1885 году. В 1989 году старый орган была заменён на новый производства J. W. Walker & Sons Ltd из Брэндона, Саффолк, Англия.